# S'Estaca - Punta de Deià
S'Estaca - Punta de Deià este o arie protejată (arie specială de conservare — SAC, sit de importanță comunitară — SCI) din Spania întinsă pe o suprafață de 1.003,29 ha, integral pe uscat.

## Localizare
Centrul sitului S'Estaca - Punta de Deià este situat la coordonatele 39°44′24″N 2°36′26″E / 39.74°N 2.6072°E.

## Înființare
Situl S'Estaca - Punta de Deià a fost declarat sit de importanță comunitară în aprilie 2004 pentru a proteja 22 de specii de animale. Situl a fost protejat și ca arie specială de conservare în mai 2015.

## Biodiversitate
Situată în ecoregiunile marină mediteraneană și mediteraneană, aria protejată conține 3 habitate naturale: Păduri de Quercus ilex și Quercus rotundifolia, Păduri de Olea și Ceratonia, Straturi cu Posidonia (Posidonion oceanicae).
La baza desemnării sitului se află mai multe specii protejate:
- păsări (20): stârc roșu (Ardea purpurea), pasărea ogorului (Burhinus oedicnemus), Calonectris diomedea, chirighiță neagră (Chlidonias niger), erete de stuf (Circus aeruginosus), egretă mică (Egretta garzetta), Falco eleonorae, șoim călător (Falco peregrinus), Galerida theklae, acvilă pitică (Hieraaetus pennatus), Hydrobates pelagicus, Larus audouinii, gaia neagră (Milvus migrans), gaia roșie (Milvus milvus), vultur pescar (Pandion haliaetus), viespar (Pernis apivorus), Phalacrocorax aristotelis desmarestii, Puffinus puffinus mauretanicus, chiră de mare (Sterna sandvicensis), Sylvia sarda
- mamifere (1): delfin mare (Tursiops truncatus)
- nevertebrate (1): croitorul mare al stejarului (Cerambyx cerdo)

Pe lângă speciile protejate, pe teritoriul sitului au mai fost identificate 17 specii de plante.